# La leyenda de la nahuala
La Leyenda de la Nahuala es una película mexicana de animación dirigida por Ricardo Arnaiz y realizada por el estudio de animación Animex Producciones con la colaboración del Gobierno de Puebla. Se estrenó el 1 de noviembre de 2007. Simultáneamente fueron lanzados productos relacionados (Banda sonora, libro de arte y juguetes de la película). Antes de su estreno comercial la película tuvo una primera exhibición el día 9 de octubre del 2007 en el Festival Internacional de Cine de Morelia.
Además de debutar en el primer lugar en taquilla, obtuvo el Premio Ariel de la AMACC como Mejor Película Animada en 2008, así como también obtuvo el galardón Diosas de Plata por Mejor Película Animada en 2008, otorgado por PECIME.
Es considerado el primer filme mexicano en exhibirse en el formato digital de audio DTS.
Se puede ver por la plataforma de streaming: Netflix.

## Sinopsis
La película se sitúa en el año de 1807 en la ciudad de Puebla de los Ángeles, Nueva España. Leo San Juan, es un inseguro niño de 10 años de edad que vive con su abuela y su hermano mayor, Nando, quien lo asusta con la leyenda de la Nahuala, según la cual una vieja casona abandonada se encuentra habitada por una bruja conocida como La Nahuala, quien hace 52 años se apoderó de los espíritus de dos niñas, y ahora busca a un tercer espíritu, ya que si lo consigue el Día de Muertos, logrará obtener el poder suficiente para acabar con todos los habitantes de la ciudad.
La Nahuala atrapa a Nando, y la misión de Leo es rescatarlo, superando sus miedos, y siendo ayudado por su abuela, quien había escapado de la Nahuala en 1755, así como por un fraile franciscano llamado Godofredo, encontrando en el camino a varios pintorescos personajes, como dos niñas fantasma, un alebrije, unas calaveritas de azúcar y un quijotesco fantasma español en armadura llamado Don Andrés. La Nahuala es ayudada por Santos, quien cree que ella es su madre, pero la descubre y ayuda a Leo; este, después de quedar libre, la enfrenta y consigue destruir su fuente de poder; posteriormente fray Godofredo, quien se ha sacrificado para poder derrotar a la Nahuala, le da a Leo su cruz, encomendándole la tarea de combatir a todos los monstruos y espectros de la Nueva España. 
Un año después de lo ocurrido, celebran el Día de Muertos con todos los personajes que Leo conoció, Fray Godofredo aparece para asignarles su próxima misión, que es detener a La Llorona, el espectro de una mujer que aterra al pueblo de Xochimilco, en busca de sus hijos.

## Reparto

### Actor de voz original🇲🇽
- Fabrizio Santini como Leonardo "Leo" San Juan
- Bruno Coronel como Fernando "Nando" San Juan
- Ofelia Medina como La Nahuala
- Martha Higareda como Xóchitl Ahuactzin
- Andrés Bustamante como Don Andrés Artasánchez
- Germán Robles como Fray Godofredo
- Jesús Ochoa como Santos Machorro
- Rafael Inclán como El Alebrije de la Biblioteca
- Manuel "El Loco" Valdés como Lorenzo Villavicencio
- Pierre Angelo como Ciego
- Luna Arjona como Nana Dionisia
- Mayté Cordeiro como Teodora Vicenta de la Purísima Concepción de la Inmaculada Trinidad Villavicencio
- Ginny Hoffman como Sra. Villavicencio
- Verónica De Ita como Sra. Pérez
- Julieta Rivera como Sra. López
- María Santander como Antonia "Toñita" San Juan
- Carlos Segundo como Sr. López
- Gabriel Villar como Merenguero
- Grecia Villar como Fray Sinfonolo
- Jorge Alberto Aguilera como Él mismo (voz)

### Producción
- Ricardo Arnaiz (director)
- Omar Mustre (guion)
- Antonio Garci (guion)
- Gabriel Villar (música original)
- Eduardo J. Ahuactzin (Director De Producción)
- Jean Pierre Leleu (productor ejecutivo)
- Socorro Aguilar (productor ejecutivo)
- Paul Rodoreda (productor ejecutivo)
- Carlos Ostos (arte)

## Premios y nominaciones
| Distinción     | Organización                                                    | Tipo                                 | Candidato      | Año  | Resultado |
| -------------- | --------------------------------------------------------------- | ------------------------------------ | -------------- | ---- | --------- |
| Premio Ariel   | Academia Mexicana de Artes y Ciencias Cinematográficas (México) | Mejor Película de Animación          | Ricardo Arnaiz | 2008 | Ganador   |
| Premio Ariel   | Academia Mexicana de Artes y Ciencias Cinematográficas (México) | Mejor Banda Sonora (Música Original) | Gabriel Villar | 2008 | Nominado  |
| Diosa de Plata | Sociedad de Periodistas Cinematográficos de México              | Mejor Película de Animación          | Ricardo Arnaiz | 2008 | Ganador   |

## Secuelas y derivados
En 2011 se lanzó una secuela, La leyenda de la Llorona, en 2014 llegó la tercera parte, La leyenda de las momias de Guanajuato, en 2016 se estrenó la cuarta parte La leyenda del Chupacabras, y en 2018 se estrenó la quinta parte, La leyenda del Charro Negro, todas ellas producidas por Ánima Estudios, cuando ellos adquirieron los derechos en 2010. Posteriormente en 2022 se estrenó una precuela titulada Las leyendas: el origen la cual narra una serie de acontecimientos sucedidos antes de la primera película, que sin embargo por múltiples retrasos ya no pudo se estrenarse en cines y fue a dar en la plataforma Vix. Un año después lanzan La leyenda de los Chaneques siendo esta la quinta secuela y la sexta entrega de la historia original.
El 24 de febrero de 2017, se estrenó una serie en Netflix, titulada Las Leyendas, utilizando los personajes de la saga, sin embargo, se narra otra historia sin relación a la saga de películas. Ese mismo año, el 2 de noviembre saldría un juego para móviles en conjunto con Teravision Games llamado Las Leyendas: El Pergamino Mágico.